# الاعتدالية
الاعتدالية (بالإسبانية: Moderantismo)‏ هي رؤية فردية إسبانية للحركة الليبرالية في القرن التاسع عشر التي خضعت للتمثيل السياسي لمصالح الطبقة الحاكمة الجديدة، والتي تتكون من الطبقة الأرستقراطية القديمة وطبقة النبلاء وتحويلها إلى الأوليغارشية الجديدة، فتمكنت من الاندماج في نفس المشروع السياسي -حزب الوسط- وتحوي على عدد كبير من التحرريين المعتدلين أنصار دستور إسبانيا 1812 (بالإسبانية: doceañistas)‏. فهم أكثر اعتدالا من أتباع كارلوس الذين سعوا للتصالح مع أتباع الملكة إيزابيل في اتفاقية فيرغارا. فيما بعد تم تنظيم مشاريع سياسية أخرى مستوحاة من الاعتدالية، مثل الاتحاد الليبرالي (1858) والاتجاه الليبرالي - المحافظ (1876).
بشكل عام، الاعتدالية هي عبارة عن التقاء لعناصر من نظام الحكم القديم ونظام الحكم الجديد، كانت مراجعه الأوروبية هي المذهبية الفرنسية والحركة البريطانية المحافظة، وكانت الليبرالية التقدمية هي خصم الاعتدالية في الحياة السياسية الإسبانية.
على الرغم من أنه بإمكاننا إرجاع أصل الاعتدالية إلى حرب الاستقلال، إلا أنها لم تكن ظاهرة كحركة سياسية حتى فترة الثلاث سنوات الليبرالية، حيث أنها أصبحت ظاهرة في السنوات الأخيرة لحكم الملك فرناندو السابع عندما دخلت المجموعة المؤيدة للملكة إيزابيل إلى المحكمة من أجل الوصاية المستقبلية لماريا كرستينا دي بوربون، حيث سعت إلى جذب الكثير من الاعتدالين الليبراليين لدعم الخلافة لصالح الابنة الوحيدة للملك فرناندو السابع، والتي هي إيزابيل، ضد المجموعة المؤيدة لكارلوس، والذي كان حكمه بشكل واضح مؤيدا للاستبداد، والذين يدعمون تنفيذ قانون ساليك الذي ينص على الخلافة لصالح الابن الاصغر للملك كارلوس. والدليل على ضرورة الدعم المتبادل بين الليبرالين المعتدلين والأرستقراطيين التابعة للملكة إيزابيل أدى إلى إيجاد تعبير ممكن للأيدولوجية المشتركة.
حافظ الاعتداليون على السلطة خلال فترة طويلة من حكم الملكة إيزابيل الثانية (العقد المعتدل، 1844-1854 وبين 1856-1868) وكان ذلك بالاعتماد على الانقلابات العسكرية عند الضرورة. منذ بداية فترة الحكم كان هناك فرصة لتطوير المبادئ السياسية للاعتدالية، والتي حددت في دستور 1845 والذي حافظ على التوازن ما بين حكم الملك ومجلس النواب، والذي كان الأكثر تفضيلا لدى الملك عن دستور عام 1812 وأيضا عن دستور 1837.
خلال فترة حكم ديموقراطية السنوات الست الثورية كان الاعتداليون هم فقط من وصلوا للتمثيل النيابي. ولكن دور كانوباس ديل كاستيو كان حاسما لعودة ألفونسو الثاني عشر كملك، وحيث أنه أعاد تنظيم هذه المساحة السياسية خلال فترة استعادة الحمك البوربوني بما يسمى بالحزب الليبرالي المحافظ.
تسبب الطابع الوسطي للاعتدالية بمجيئة بعض الشخصيات البارزة في المجال السياسي والأيولوجي من صفوف خصومهم السياسيين، بالإضافة إلى الاعتدالين اللذين كانوا من بداية الحياة السياسية أو الفكرية. غير أن البعض تابع مساره السياسي الذي يؤيد الاتجاه اليمين، المستمد من الليبرالية المتعصبة أو من الجماعات التقدمية المختلفة. بينما أيد آخرون الاتجاه اليساري وصولا إلى الاعتدالية المستمدة من الكارليزمو (المؤيدون لكارلوس).
بالإضافة إلى من تم ذكرهم سابقا نضيف:
- لوس دوثيانيستاس والمتكونون من: اجوستين ارغيليس، كوندي تورينو، دييغو مونيوث- تورريرو، والذين كانوا ليبراليين حسب السلطة التشريعية لكاديث واعتدالين خلال فترة حكم الثلث سنوات.
- نيكولاس ماريا غاريي، كان محاميا مهما.
- فيليبي سييرا بامبليي.
- خاثينتو دي رومارتي.
- بيدرو أغوستين خيرون.
- دييغو ميدرانو وتريغينيو.
- نارسيسو هيريديا وبيحنيس دي لوس ريوس.
- بيرناردينو فرنانديز فيلاسكو وبينافيدس.